# Mołdzie
Mołdzie (deutsch Moldzien, 1938 bis 1945 Mulden) ist ein Dorf in der polnischen Woiwodschaft Ermland-Masuren, das zur Gmina Ełk (Landgemeinde Lyck) im Powiat Ełcki (Kreis Lyck) gehört.

## Geographische Lage
Mołdzie liegt am Südufer des Groß Lepacker Sees (1938 bis 1945: Groß Ramecksfelder See, polnisch Jezioro Mołdzie) im südlichen Osten der Woiwodschaft Ermland-Masuren, acht Kilometer westlich der Kreisstadt Ełk (Lyck).

## Geschichte
Gegründet wurde Moldzien im Jahre 1476. Mit dem Wohnplatz Madeyken (auch: Madeiken, polnisch Madejki) wurde das Dorf 1874 in den Amtsbezirk Grabnick (polnisch Grabnik) eingegliedert, der bis 1945 bestand und zum Kreis Lyck im Regierungsbezirk Gumbinnen (ab 1905: Regierungsbezirk Allenstein) in der preußischen Provinz Ostpreußen gehörte.
241 Einwohner verzeichnete Moldzien im Jahr 1910, im Jahre 1933 waren es 267. Aufgrund der Bestimmungen des Versailler Vertrags stimmte die Bevölkerung im Abstimmungsgebiet Allenstein, zu dem Moldzien gehörte, am 11. Juli 1920 über die weitere staatliche Zugehörigkeit zu Ostpreußen (und damit zu Deutschland) oder den Anschluss an Polen ab. In Moldzien stimmten 180 Einwohner für den Verbleib bei Ostpreußen, auf Polen entfielen keine Stimmen.
Am 3. Juni 1938 wurde Moldzien aus politisch-ideologischen Gründen der Abwehr fremdländisch klingender Ortsnamen in „Mulden“ umbenannt. Die Einwohnerzahl betrug 1939 insgesamt 242.
In Kriegsfolge kam das Dorf 1945 mit dem gesamten südlichen Ostpreußen zu Polen und trägt seither die polnische Namensform „Mołdzie“. Heute ist es Sitz eines Schulzenamtes (polnisch Sołectwo) und somit eine Ortschaft im Verbund der Gmina Ełk (Landgemeinde Lyck) im Powiat Ełcki (Kreis Lyck), vor 1998 der Woiwodschaft Suwałki, seitdem der Woiwodschaft Ermland-Masuren zugehörig.

## Religionen
Bis 1945 war Moldzien in die evangelische Pfarrkirche Lyck in der Kirchenprovinz Ostpreußen der Kirche der Altpreußischen Union und in die katholische Pfarrkirche St.-Adalbert in der Kreisstadt im Bistum Ermland eingegliedert. Der kirchliche Bezug des Ortes zur Kreismetropole Ełk besteht auch heute. 
Für die Katholiken gibt es in Mołdzie die Kościół Matki Bożej Częstochowskiej (deutsch Kirche der Gottesmutter von Częstochowa), eine Filialkirche der Pfarrei Św. Tomasza Apostoła (St. Thomas, der Apostel) in Ełk.

## Persönlichkeiten
- Otto Schliwinski (* 5. März 1928 in Moldzien), deutscher Maler und Grafiker

## Verkehr
Mołdzie liegt nördlich der polnischen Landesstraße 16 (einstige deutsche Reichsstraße 127) und ist von Bartosze (Bartossen, 1938 bis 1945 Bartendorf) wie auch von Ruska Wieś (Reuschendorf) aus auf Nebenstraßen zu erreichen. Außerdem endet in Mołdzie eine aus nördlicher Richtung von Chrzanowo (Chrzanowen, 1933 bis 1945 Kalkofen) kommende Nebenstraße.
Seit 1915 ist das Dorf Bahnstation an der Bahnstrecke Czerwonka–Ełk (deutsch Rothfließ–Lyck), die heute jedoch nur noch unregelmäßig im Güterverkehr befahren wird.